# Hi Hi Puffy AmiYumi
A Hi Hi Puffy AmiYumi (ハイ！ハイ！パフィー・アミユミ; Hepburn: Hai! Hai! Pafī AmiYumi; Hai! Hai! Pafí AmiJumi) amerikai-japán televíziós rajzfilmsorozat, amelyet a Renegade Animation és a Cartoon Network Studios készített, Japánban a TV Tokyo és a Cartoon Network forgalmazta. Az ötletgazda Sam Register, aki a sorozat producere is, a hat-tizenegy éves korosztályt célozta meg a sorozattal. A műsor rajongói között azonban ott vannak a Puffy AmiYumi duó, azaz Ónuki Ami és Josimura Jumi rajongói is. Register, aki maga is az együttes rajongója, hírüket akarta növelni a világban, ezért alkotta meg a sorozatot.

## Szereplők
- Ami és Yumi – A két világhírű rockerlány.
- Kaz – A világhírű rockerlányok menedzsere.

## Epizódlista

### 1. évad
| #   | Angol cím              | Magyar cím                 | Rendezte      | Írta                                                   | Eredeti premier    | Magyar premier |
| --- | ---------------------- | -------------------------- | ------------- | ------------------------------------------------------ | ------------------ | -------------- |
| 1a  | Dis-Harmony            | Disz-Harmónia              | Scott O'Brien | Robert Lamoreaux és Michelle Lamoreaux                 | 2004. november 12. | 2005. május 2. |
| 1b  | Collect All 5          | Gyűjtsd össze mind az 5-öt | Howie Perry   | Steven Banks                                           | 2004. november 12. |                |
| 1c  | Ninjcompoop            | Ninja Yumi                 | Howie Perry   | Mitch Watson                                           | 2004. november 12. |                |
| 2a  | Talent Suckers         | Tehetség rablók            | Darin McGowan | Robert Lamoreaux és Michelle Lamoreaux                 | 2004. november 19. |                |
| 2b  | Ole!                   | Olé!                       | Darin McGowan | Mitch Watson                                           | 2004. november 19. |                |
| 2c  | Mini-Puffs             | Mini-Puffok                | Dave Pruiksma | Steven Banks és Dave Pruiksma                          | 2004. november 19. |                |
| 3a  | Ami's Secret           | Ami titka                  | Darin McGowan | David Slack                                            | 2004. november 26. |                |
| 3b  | Taffy Trouble          | Karamellagyárosok          | Mark Kausler  | Robert Lamoreaux és Michelle Lamoreaux                 | 2004. november 26. |                |
| 3c  | Dance a Go-Go          | A táncverseny              | Dave Pruiksma | Robert Lamoreaux és Michelle Lamoreaux                 | 2004. november 26. |                |
| 4a  | Ami Goes Bad           | Ami rosszalkodik           | Scott O'Brien | Robert Lamoreaux és Michelle Lamoreaux                 | 2004. december 3.  |                |
| 4b  | Robo-Pop               | Robotok                    | Mark Kausler  | Robert Lamoreaux és Michelle Lamoreaux                 | 2004. december 3.  |                |
| 4c  | Metal Mental           | Brutál Metál               | Howie Perry   | Robert Lamoreaux és Michelle Lamoreaux                 | 2004. december 3.  |                |
| 5a  | Showdown               | A nagy buli                | Scott O'Brien | Mitch Watson                                           | 2004. december 10. |                |
| 5b  | In the Cards           | Kártyajátékok              | Howie Perry   | Robert Lamoreaux és Michelle Lamoreaux                 | 2004. december 10. |                |
| 5c  | Team Teen              | Tini csapat                | Dave Pruiksma | Robert Lamoreaux és Michelle Lamoreaux                 | 2004. december 10. |                |
| 6a  | Opera Yumi             | Opera Yumi                 | Mark Kausler  | Ken Segall és Darrell Van Citters                      | 2004. december 17. |                |
| 6b  | Save the Farm          | Mentsük meg a tanyát!      | Mark Kausler  | David Slack                                            | 2004. december 17. |                |
| 6c  | Pen Pal                | A levelező barát           | Dave Pruiksma | Mitch Watson                                           | 2004. december 17. |                |
| 7a  | Surf's Up              | Szörfre fel!               | Scott O'Brien | Robert Lamoreaux és Michelle Lamoreaux                 | 2004. december 31. |                |
| 7b  | Stupid Cupids          | Kaz és a randi             |               | Robert Lamoreaux és Michelle Lamoreaux                 | 2004. december 31. |                |
| 7c  | Brat Attack            | Baráti támadás             |               | Robert Lamoreaux és Michelle Lamoreaux                 | 2004. december 31. |                |
| 8a  | Kaz Almighty           | A csodálatos Kaz           | Darin McGowan | Robert Lamoreaux és Michelle Lamoreaux                 | 2005. január 7.    |                |
| 8b  | Allergic               | Allergia                   |               | Michelle Lamoreaux, Robert Lamoreaux, és Dave Pruiksma | 2005. január 7.    |                |
| 8c  | Spaced Out             | Földönkívüliek             | Scott O'Brien | Robert Lamoreaux és Michelle Lamoreaux                 | 2005. január 7.    |                |
| 9a  | Yumi Saves Kaz         | Yumi megmenti Kaz-t        | Mike Kazaleh  | Robert Lamoreaux és Michelle Lamoreaux                 | 2005. január 14.   |                |
| 9b  | Rock n' Roe            | Rock n' Roe                | Mark Kausler  | Robert Lamoreaux és Michelle Lamoreaux                 | 2005. január 14.   |                |
| 9c  | Scowlitis              | Az arcszabályzó            | Mike Kazaleh  | Robert Lamoreaux és Michelle Lamoreaux                 | 2005. január 14.   |                |
| 10a | Treasure Map           | A kincskereső térkép       | Scott O'Brien | David Slack                                            | 2005. január 21.   |                |
| 10b | Kaz vs. Katz           | Kaz és a macskák           | Mike Kazaleh  | Mike Kazaleh                                           | 2005. január 21.   |                |
| 10c | Bad Manager            | Rossz menedzser            | Howie Perry   | Mitch Watson                                           | 2005. január 21.   |                |
| 11a | The Amazing Kaz-Am     | A lenyűgöző Kaz-Am         | Darin McGowan | Mitch Watson                                           | 2005. január 28.   |                |
| 11b | Puffylicious           | Puffynomságok              | Mark Kausler  | Robert Lamoreaux és Michelle Lamoreaux                 | 2005. január 28.   |                |
| 11c | Lights, Camera, Danger | Reflektor, fény, veszély   |               | Dave Pruiksma                                          | 2005. január 28.   |                |
| 12a | Fan Clubs              | Rajongói klubok            | Scott O'Brien | Adam Beechen                                           | 2005. február 4.   |                |
| 12b | Cat Nap                | Álmatlan éjszaka           | Darin McGowan | Darin McGowan                                          | 2005. február 4.   |                |
| 12c | Cursed                 | Elátkozva                  |               | Mitch Watson                                           | 2005. február 4.   |                |
| 13a | Eye Sore               |                            | Mark Kausler  | Mark Kausler                                           | 2005. március 25.  |                |
| 13b | Mean Machine           |                            | Howie Perry   | Mitch Watson                                           | 2005. március 25.  |                |
| 13c | Sea Sick               | Tengeribetegek             |               | Robert Lamoreaux és Michelle Lamoreaux                 | 2005. március 25.  |                |

## Magyar változat
Magyar hangok
| Szereplő | Eredeti hang  | Magyar hang            |
| -------- | ------------- | ---------------------- |
| Ami      | Janice Kawaye | Bogdányi Titanilla     |
| Yumi     | Grey DeLisle  | Szabó Zselyke          |
| Kaz      | Keone Young   | Lippai László          |
| Harmónia | Sandy Fox     | Molnár Ilona Dögei Éva |

Stáb
| Beosztás           |                    |
| ------------------ | ------------------ |
| Magyar szöveg      | Nagy Gabi          |
| Hangmérnök és vágó | Solymosi Ákos      |
| Gyártásvezető      | Kasznárné Nagy Éva |
| Szinkronrendező    | Rehorovszky Béla   |

A szinkront a VoxTrade Media Rt. készítette.